# Servant Girl Annihilator
Servant Girl Annihilator (in italiano: Massacratore delle serve) è un soprannome dato all'autore o agli autori di una serie di omicidi, avvenuti negli anni 1884 e 1885 nella città di Austin, Texas.

## Gli omicidi
Secondo il Texas Monthly, vennero uccise sette donne (cinque nere, due bianche) ed un uomo nero. Inoltre, sei donne e due uomini vennero gravemente feriti. Tutte le vittime vennero aggredite al chiuso mentre dormivano nei loro letti. Cinque vittime femminili vennero quindi trascinate ed uccise all'esterno. Tre vittime femminili e l'unico uomo ucciso vennero gravemente mutilati. Secondo il Texas Monthly, tutte le vittime sono state colpite in modo simile. A sei donne uccise venne infilato un oggetto appuntito nelle orecchie. La serie dei delitti terminò con gli omicidi delle due donne bianche, Eula Phillips di 17 anni e Susan Hancock, aggredita mentre dormiva nel letto di sua figlia di 16 anni la notte del 24 dicembre 1885.
Secondo l'articolo del New York Times del 26 dicembre 1885, quattrocento uomini vennero arrestati durante l'anno. Secondo il Texas Monthly, importanti funzionari rifiutarono di credere che un uomo o un gruppo di uomini siano stati responsabili di tutti gli omicidi. Solo un uomo di quelli arrestati, James Phillips, venne dichiarato colpevole dell'omicidio di sua moglie, Eula Phillips, ma in seguito le accuse caddero. La serie di omicidi cessò quando furono assunti altri poliziotti, furono offerti premi ed i cittadini formarono un comitato di vigilanza per pattugliare le strade di notte. Giornali contemporanei riferirono che l'assassino o gli assassini fossero fuggiti dalla zona e non gli furono più attribuiti altri omicidi dalle autorità.

## Vittime
- Mollie Smith, 25, venne uccisa la notte del 30 dicembre 1884. Walter Spencer venne gravemente ferito.
- Clara Strand e Christine Martenson, due serve svedesi, furono seriamente ferite la notte del 19 marzo 1885.
- Eliza Shelly fu uccisa la notte del 6 maggio 1885.
- Irene Cross si dissanguò a morte dopo essere stata attaccata da un uomo con un coltello la notte del 22 maggio 1885.
- Clara Dick venne gravemente ferita in agosto 1885.
- Mary Ramey, 11, venne uccisa la notte del 30 agosto 1885. Sua madre, Rebecca Ramey, venne gravemente ferita.
- Gracie Vance ed Orange Washington furono uccise la notte del 28 settembre 1885. Lucinda Boddy e Patsey Gibson furono seriamente ferite.
- Susan Hancock fu uccisa la notte del 24 dicembre 1885.
- Eula Phillips fu uccisa la stessa notte. Suo marito, James Phillips, venne gravemente ferito.[1]

## Nella cultura di massa
Questa serie di omicidi rappresenta il primo esempio di un serial killer ad aver agito negli Stati Uniti, tre anni prima di Jack lo squartatore a Londra. Nel suo libro Jack the Ripper: The American Connection, l'autrice Shirley Harrison ha affermato che l'assassino di Texas e Jack lo squartatore sono la stessa persona di nome James Maybrick.
William Sydney Porter, scrittore più conosciuto con lo pseudonimo di O. Henry, risiedeva ad Austin al tempo degli omicidi. Coniò il termine "Servant Girl Annihilators" nella sua lettera del 10 maggio 1885, indirizzata al suo amico Dave Hall e in seguito inclusa nella sua antologia The Rolling Stones, nonostante nessun giornale o altra fonte lo avesse fino ad allora chiamato così.